# Les Marches
Marches – miejscowość i dawna gmina we Francji, w regionie Owernia-Rodan-Alpy, w departamencie Sabaudia. W 2016 roku populacja ówczesnej gminy wynosiła 2715 mieszkańców. 
W dniu 1 stycznia 2019 roku z połączenia dwóch ówczesnych gmin – Francin oraz Les Marches – powstała nowa gmina Porte-de-Savoie. Siedzibą gminy została miejscowość Les Marches. 